# Hobica

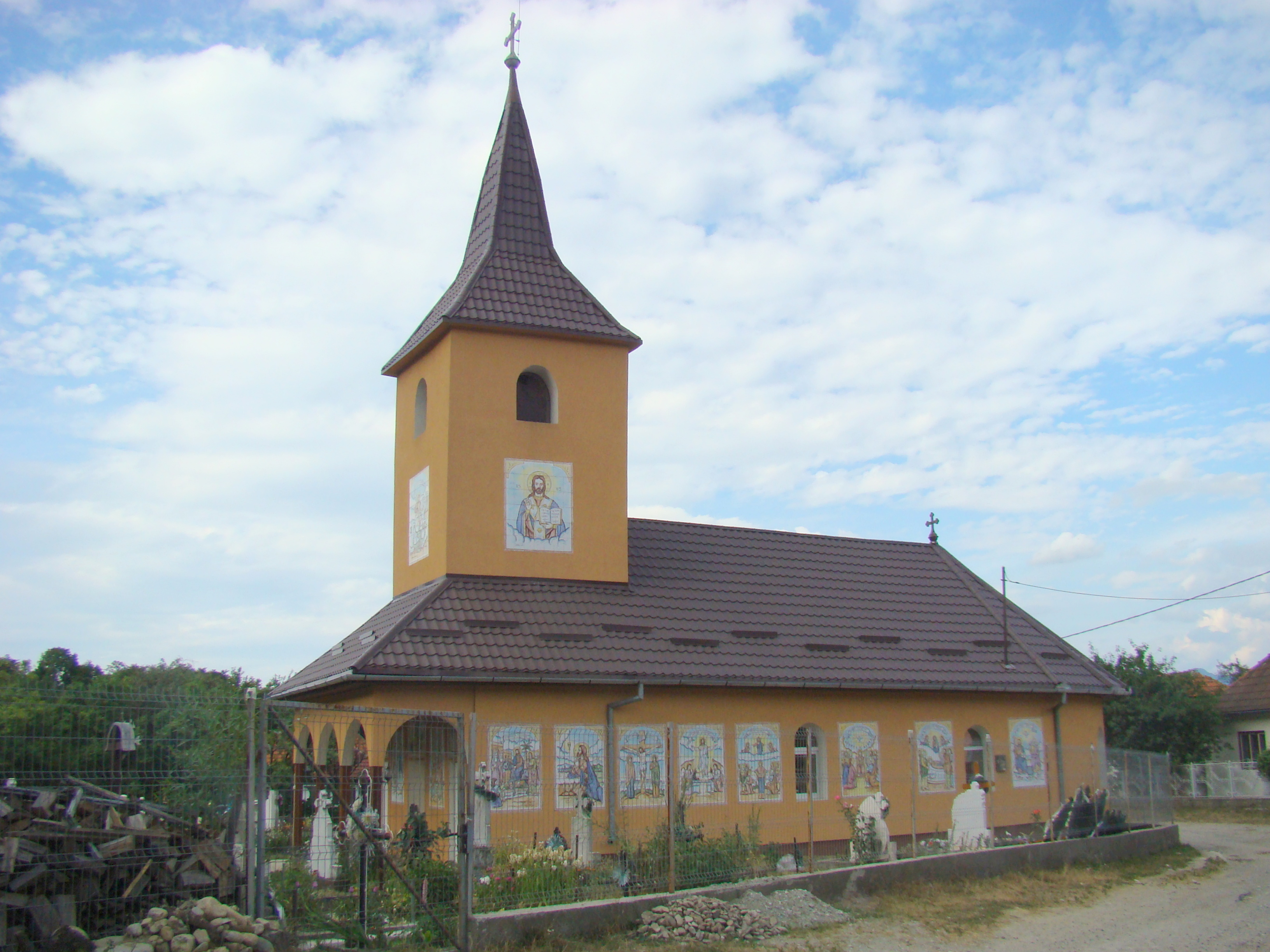
Ortodox (korábban görögkatolikus) templom (1876)

Hobica (románul: Hobița) falu Romániában, Erdélyben, Hunyad megyében.

## Nevének eredete
Kezdetben, a 15. században háromszor is Vízköz névvel hivatkoztak rá (1411-ben Wyzkuz, 1453-ban Wizkwz, 1457-ben Wyzkez). A Hobica a román Ohăbița névből való, az első szótag elhagyásával. (1473-ban Ohabycza, 1478-ban Ohwbycza, 1494-ben Hobycza.) Ez a 'szabadalmas hely' jelentésű ohabă kicsinyítő képzős alakja.

## Fekvése
A Hátszegi-medence délkeleti peremén, a Retyezát északi lábánál, Hátszegtől 22 kilométerre délkeletre található, Urikkal szinte egybeépült.

## Lakossága
- 1785-ben Urikkal együtt 179 lakosa volt, 82%-uk jobbágy, 12%-uk zsellér.[1]
- 1880-ban 182 lakosából 178 volt román anyanyelvű és valamennyien görögkatolikus vallásúak.
- 2002-ben 205 lakosából 173 volt román, 26 cigány és hat magyar nemzetiségű; 200 ortodox vallású.

## Története
1440-ben az Osztróiak birtoka volt. V. László az örökös nélkül maradt birtokot 1453-ban a Kendefieknek adományozta. Hobica és Urik a 18. században és a 19. század első felében együtt szerepelt. A két falu Retyezáton túli, Zsil völgyi legelőire települt a 18. században Hobiceny és Urikány, amelyek később Hobicaurikány néven egyesültek. Az anyafalvak 1850-ben még egyetlen községet alkottak, valószínűleg 1851 és 1857 között váltak ketté. Archaikus kultúrájú falu volt. 1900 és 15 között minden háza egyosztatú volt. Határát 1943-ig nem tagosították, ezért a lakosoknak szigorúan össze kellett hangolniuk a mezőgazdasági munkákat, és a határ egy-egy részére mindig csak azonos terményt vethettek.